# Draba pacheri
Draba pacheri är en korsblommig växtart som beskrevs av Dionys Rudolf Josef Stur. Draba pacheri ingår i släktet drabor, och familjen korsblommiga växter. Inga underarter finns listade i Catalogue of Life.